# Non tutti gli uomini
Non tutti gli uomini è il terzo album del cantautore Luca Barbarossa pubblicato nel 1988.

## Il disco
Il terzo album di Barbarossa viene pubblicato dopo la sua partecipazione al Festival di Sanremo 1988 con una canzone che fa scalpore per il testo che affronta il tema della violenza sulle donne, L'amore rubato: il cantautore riceve in diretta televisiva i complimenti da Franca Rame e Dario Fo che gli mandano un telegramma, e la canzone, pubblicata anche su 45 giri, riscuote un grande successo.
Sempre nello stesso anno partecipa all'Eurovision Song Contest con Ti scrivo, canzone già pubblicata con il titolo Vivo sul lato B di L'amore rubato, entrambe canzoni contenute nell'album.
Vi è anche un'altra canzone già nota, Belle le tue labbra, che nel 1984 era stata incisa come retro di Colore e che qui è presente in una nuova versione.
La canzone di maggior successo radiofonico del disco è Yuppies, satira leggera ma pungente sugli arrivisti della "Milano da bere" degli anni '80; altre canzoni da ricordare sono Quartiere, che descrive la vita di un borgo cittadino, e la title track.
Tutte le canzoni sono scritte da Luca Barbarossa, mentre gli arrangiamenti sono curati da Pinuccio Pirazzoli e la produzione è di Antonio Coggio.

## Tracce
LATO A
1. Quartiere - 4' 20"
2. Non tutti gli uomini - 3' 31"
3. Se ci fosse il sole - 3' 37"
4. Da grande - 4' 19"
5. Belle le tue labbra - 3' 20"

LATO B
1. Yuppies - 4' 09"
2. L'amore rubato - 4' 20"
3. Vivo - 4' 59"
4. Il tuo giorno - 4' 08"

## Formazione
- Luca Barbarossa - voce, chitarra acustica
- Mario Amici - chitarra acustica
- Pinuccio Pirazzoli - tastiera
- Francesco Borsotti - programmazione
- Stefano Senesi - pianoforte
- Paolo Carta - chitarra elettrica

## Singoli estratti
1. L'amore rubato/Vivo
2. Yuppies/Da grande